# Igor Štimac
Igor Štimac (* 6. září 1967, Metković) je bývalý chorvatský fotbalista, obránce, v současnosti pak trenér. S chorvatskou reprezentací vybojoval bronzovou medaili na mistrovství světa v roce 1998, přičemž nastoupil ve všech sedmi utkáních. Zúčastnil se také mistrovství Evropy 1996, kde Chorvati vypadli ve čtvrtfinále; nastoupil ve třech utkáních na turnaji. V juniorských kategoriích reprezentoval ještě Jugoslávii, s její dvacítkou se stal mistrem světa v roce 1987, s její jednadvacítkou vicemistrem Evropy roku 1990. Za chorvatský národní tým nastupoval v letech 1990–2002 a odehrál za něj 53 utkání, v nichž vstřelil 2 branky. Na klubové úrovni hrál za Hajduk Split (1985–1992, 1994–1995, 2001–2002), HNK Vinkovci (hostování; 1986–1987), Cádiz CF (1992–1994), Derby County (1995–1999) a West Ham United (1999–2001). S Hajdukem se stal mistrem Chorvatska (1992, 1994–95), získal chorvatský pohár (1995) a jugoslávský pohár (1991). Po skončení hráčské kariéry se stal trenérem, od roku 2019 vede indickou reprezentaci, se kterou dvakrát vyhrál Jihoasijské mistrovství (2021, 2023). V letech 2012–2013 vedl chorvatskou reprezentaci. S Hajdukem získal jako trenér mistrovský titul v sezóně 2004/05. Vedl též kluby v Íránu a Kataru.